# ノーラン・トラオレ
ノーラン・トラオレ（Nolan Traoré, 2006年5月28日 - ）は、フランスのクレテイユ出身のプロバスケットボール選手。LNBのサン＝カンタンBBに所属している。ポジションはポイントガード。

## 経歴

### 生い立ち
フランスで生まれ育ち、4歳の頃からバスケットボールを始める。

### セントレ・フェデラル
2021年にセントレ・フェデラルでプロデビューした。2024年、アディダス・ネクストジェネレーショントーナメントのFCバルセロナ戦で45得点を記録し、勝利に貢献した 。

### サン＝カンタン
2024年3月にサン＝カンタン・バスケットボールと契約。2023-24シーズンは平均10.3得点を記録した。
2024年4月にナイキ・フープサミットに選出され、18得点、4アシストを記録した。NCAAの多くの大学からオファーを受けたがフランスに留まり、サン＝カンタンと新たに2年契約を結んだ。9月3日、チャンピオンズリーグのコロッソス・ロドウBC戦で27得点を記録。アルペラン・シェングンが保持していたチャンピオンズリーグにおける21歳以下の選手の最多得点記録を更新した。

## 代表歴
2022年のFIBA U16ヨーロッパ選手権、2023年のFIBA U18ヨーロッパ選手権にフランス代表で出場した。

## 人物
兄のアーメル・トラオレもバスケットボール選手で、現在はNBAのロサンゼルス・レイカーズに所属している 。
2023年にバカロレアに合格した。